# Miran Burgić
Miran Burgić (* 25. September 1984 in Trbovlje, SFR Jugoslawien) ist ein slowenischer ehemaliger Fußballspieler. Der Stürmer, der 2006 Torschützenkönig der Slovenska Nogometna Liga wurde, debütierte im selben Jahr in der slowenischen Nationalmannschaft.

## Werdegang

### Karrierebeginn in Slowenien
Burgić begann im Alter von sechs Jahren mit dem Fußballspielen bei NK Zagorje. In der Folge durchlief er die diversen Jugendmannschaften des Klubs. Nachdem er den Verantwortlichen des Erstligisten ND Gorica aufgefallen war, wechselte er in die Jugendabteilung des Klubs aus Nova Gorica. Im Westen Sloweniens empfahl er sich für die Nachwuchsauswahlen des Slowenischen Fußballverbands.
2003 debütierte Burgić unter Trainer Pinni Pavel in der ersten slowenischen Liga. Zunächst lediglich Einwechselspieler, etablierte er sich in der Spielzeit 2003/04 im Kader und trug in 17 Ligaspielen an der Seite von Mladen Kovačevič, Matej Mavrič und Jani Šturm zum erstmaligen Gewinn des Meistertitels bei. War er bis dato ohne Torerfolg geblieben, erzielte er in der folgenden Spielzeit seine ersten sechs Tore in der Meisterschaft. Damit war er hinter Saša Ranič, Aleksandar Rodić und Valter Birsa der viertbeste Torschütze des Klubs und verhalf somit der Mannschaft zur Wiederholung der Vorjahreserfolges. Der Gewinn des Doubles wurde nur knapp verpasst, im Pokalfinale setzte sich Publikum Celje Dank eines Tores von Wladislaw Lungu mit einem 1:0-Erfolg durch.
In der Spielzeit 2005/06 hatte sich Burgić endgültig als Stammkraft in der Mannschaft von ND Gorica festgesetzt. Als „Dauerbrenner“ bestritt er alle 36 Saisonspiele. Dabei bildete er mit Birsa das schlagkräftige Sturmduo der Mannschaft, die mit 2 Punkten Vorsprung auf NK Domžale den Titel-Hattrick perfekt machte. Während sein Sturmpartner gemeinsam mit Oskar Drobne mit 18 Saisontoren den geteilten zweiten Platz der Torschützenliste belegte, krönte sich Burgić 24 Saisontreffern zum Torschützenkönig der Liga.

### Wechsel ins Ausland
Durch seine Torgefährlichkeit hatte sich Burgić außerhalb der Landesgrenzen einen Namen gemacht. Im Sommer 2006 verpflichtete der schwedische Erstligist AIK den Slowenen, der beim Klub aus Solna einen Drei-Jahres-Kontrakt unterzeichnete. Unter Trainer Rikard Norling schwankte er jedoch nach seinem Debüt als Einwechselspieler beim 1:1-Unentschieden gegen IFK Göteborg am 31. Juli des Jahres, als er Wilton Figueiredo in der 69. Spielminute ersetzte, anfänglich zwischen Startelf und Ersatzbank. Dennoch berücksichtigte Nationaltrainer Branko Oblak ihn im Oktober beim Länderspiel gegen Luxemburg im Rahmen der Qualifikation zur Europameisterschaft 2008. In der 85. Spielminute ersetzte er beim Stand von 2:0 Klemen Lavrič und kam somit zu seinem Nationalmannschaftsdebüt. In der Folge etablierte er sich zudem als Stammspieler bei seinem Klub und sorgte mit fünf Toren bis zum Saisonende für das Erreichen des Europapokals als Vizemeister hinter IF Elfsborg.
Nachdem Burgić sich zu Beginn der Spielzeit 2007 kurzzeitig in die Stammformation gespielt hatte, wechselte er sich alsbald mit Bernt Hulsker, Daniel Mendes und Wilton Figueiredo als Sturmspitze in der Anfangsformation ab. Am 12. Mai musste er nach einer Knieverletzung im Spiel bei IF Brommapojkarna das Spielfeld frühzeitig verlassen. Die Verletzung entpuppte sich als Kreuzbandriss, so dass er langfristig ausfiel. Im März 2008 kehrte er im Rahmen des Trainingslagers zur Vorbereitung auf die anschließende Spielzeit auf den Fußballplatz zurück. Bei der 0:3-Niederlage gegen IF Elfsborg Anfang April feierte er sein Comeback in der Allsvenskan. Wiederum konnte er sich nur zeitweise in der Stammformation spielen. Zwar kam er im Saisonverlauf zu 24 Einsätzen, dabei stand er jedoch nur in 13 Partien zu Spielbeginn auf dem Feld. Dennoch erzielte er fünf Tore im Laufe der Spielzeit.
In der Vorbereitung zur Spielzeit 2009 verletzte sich Burgić im Februar erneut am Knie. Nachdem er ab Ende April wieder trainieren konnte, kam er am 5. Mai beim Spiel gegen Trelleborgs FF an der Seite von Mauro Iván Óbolo zu seinem ersten Saisonspiel. Kaum von seinem Meniskusschaden genesen, verletzte er sich in der folgenden Woche erneut am Knie und musste abermals mehrere Wochen pausieren. Ab September kam er unter Trainer Mikael Stahre wieder als Einwechselspieler zum Einsatz, blieb beim Gewinn des zehnten Meistertitels in der Vereinsgeschichte von AIK jedoch ohne Torerfolg. Beim 2:0-Erfolg durch Tore von Óbolo und Antônio Flávio im Pokalfinale gegen IFK Göteborg saß er auf der Ersatzbank.
Burgić gehörte im Frühjahr 2010 zunächst erneut nur zu den Ergänzungsspielern. Im Spiel um den Supercupen gegen IFK Göteborg kam er als Einwechselspieler für den Torschützen zum 1:0-Endstand Flávio zum Einsatz. Nachdem der Klub in seinen ersten vier Saisonspielen nur ein Tor erzielt hatte, debütierte er am fünften Spieltag in der Startelf. Am siebten Spieltag gelang ihm beim 3:0-Auswärtserfolg bei Kalmar FF mit dem Tor zum 1:0-Zwischenstand sein erster Treffer im Saisonverlauf und in der Folge setzte er sich in der Stammelf fest.
Obwohl Burgić im November 2008 letztmals in der Nationalmannschaft aufgelaufen war, nominierte Nationaltrainer Matjaž Kek den Stürmer Anfang Mai in den 30 Spieler umfassenden vorläufigen Kader für die Weltmeisterschaft 2010. Am 21. Mai gehörte er jedoch zu den ersten vier Streichkandidaten und wurde nicht im endgültigen Kader berücksichtigt.
Im Sommer 2010 wechselte er zum Bundesligaaufsteiger in Österreich FC Wacker Innsbruck. Sein im Juni 2012 endende Vertrag wurde nicht verlängert. Nach Stationen in Israel bei Hapoel Ramat Gan, wo er den Pokalsieg feiern konnte und in Zypern bei Ethnikos Achnas kehrte er 2014 in sein Heimatland zurück. 2018 beendete er seine Karriere.

### Rückkehr in die Heimat
In der Saison 2014/15 schloss sich Burgić Olimpija Ljubljana und kehrte ein Jahr später zurück zu seinem Jugendverein ND Gorica.

## Erfolge
- Israelischer Pokalsieger: 2013
- Schwedischer Superpokalsieger: 2010
- Schwedischer Meister: 2009
- Schwedischer Pokalsieger: 2009
- Slowenischer Meister: 2004, 2005, 2006
- Torschützenkönig Slowenien: 2006 (24 Tore)